# Abolboda abbreviata
Abolboda abbreviata là một loài thực vật hạt kín trong họ Hoàng đầu. Loài này được Malme mô tả khoa học đầu tiên năm 1925.